# Деревянка (посёлок)
Деревя́нка (карел. Uuzikylä) — посёлок в Прионежском районе Республики Карелия, административный центр Деревянкского сельского поселения.

## Общие сведения
Расположен на берегу реки Деревянка, в 36 км к югу по шоссе от Петрозаводска.
Посёлок образован в 1913—1914 годах как железнодорожный разъезд при строительстве Олонецкой железной дороги. С 1951 по 1991 годы имел статус посёлка городского типа.
В посёлке работает дом культуры, отделение связи, отделение скорой помощи, школа (построена в 1955 году, достроена в 1966-м), магазины. К 2022 году построена новая школа на 200 мест, 8 февраля проект школы был одобрен жителями посёлка, строительство началось в июне 2019 года. Новая школа будет предназначена для старшеклассников, на время строительства ученики 1-4 классов будут учиться в другом здании, а ученики 5-10 классов — в школе в селе Деревянном того же района. До этого в 2014 году власти собирались построить новое здание за счет средств республиканской программы, но деньги не выделили, и уже готовая проектно-сметная документация к февралю 2015 года устарела.
Сохраняется братская могила советских воинов, погибших в годы Советско-финской войны (1941—1944).

## Население
| 1959  | 1970  | 1979  | 1989  | 2002  | 2009  | 2010  |
| ----- | ----- | ----- | ----- | ----- | ----- | ----- |
| 4417  | ↘1466 | ↗1518 | ↗2065 | ↘1856 | ↘1833 | ↘1622 |
| 2013  |       |       |       |       |       |       |
| ↘1616 |       |       |       |       |       |       |

## Улицы посёлка
- ул. Гористая
- ул. Деповская
- пер. Дорожный
- ул. Железнодорожная
- ул. Заречная
- ул. Зелёная
- пер. Зелёный
- ул. Кирпичная
- ул. Клубничная
- ул. Ключевая
- ул. Комсомольская
- ул. Лесная
- ул. Лехнаволокская
- ул. Мира
- ул. Молодёжная
- ул. Нагорная
- ул. Новинка
- ул. Озёрная
- ул. Посадочная
- ул. Поселковая
- ул. Почтовая
- ул. Привокзальная
- ул. Романова
- пер. Ручейный
- пер. Садовый
- ул. Свободы
- ул. Снежная
- ул. Советская
- ул. Хвойная
- ул. Цветочная
- пер. Школьный